# بيتر داهل (رسام)
بيتر داهل (بالسويدية: Peter Dahl)‏ هو رسام سويدي، ولد في 1934 في أوسلو في النرويج.